# راي جينجر
راي جينجر (بالإنجليزية: Ray Ginger)‏ هو مؤرخ أمريكي، ولد في 16 أكتوبر 1924، وتوفي في 3 يناير 1975.